# Positiva FM
Positiva FM é uma rede de rádios brasileira outorgada em Nerópolis, e sediada em Goiânia, Goiás. Opera no dial FM 98.9 mHz, sendo pertencente ao Grupo RCI.

## História
A emissora foi inaugurada ano de 2005. Operava na frequência de 91.5 MHz com 3 mil watts de potência. Alguns meses depois passou a operar em  91.3 MHz e depois em 2007 passou para a frequência atual 98.9 MHz.
Inicialmente de propriedade de José Luiz Martins, que também controla a rádio Interativa FM, a emissora foi vendida em 2015 para Associação dos Filhos do Pai Eterno (Afipe), presidida a época por Padre Robson de Oliveira Pereira. Por conta do perfil religioso da instituição e da programação popular da rádio, havia uma expectativa de que a rádio seria encerrada no dial, fazendo com que Martins promovesse a ida da emissora para a internet, uma vez que era a emissora mais ouvida de Goiânia pelo meio online. No entanto, o Padre Robson decidiu manter a programação e equipe da FM, além de manter a marca Positiva FM, uma vez que sua intenção era manter audiência e faturamento.
Em março de 2019, com o fim da parceria da Rádio Difusora de Goiânia para manter a Rede Difusora Pai Eterno, foi anunciada novamente a venda da Positiva FM para viabilizar o projeto de transmissão da TV Pai Eterno, que no início do mês havia arrendado as repetidoras da RCI. A partir de 1° de abril de 2019, seguirá o modelo de rede, após a compra da emissora pelo grupo proprietário da RCI.